# Cristal phoxonique
 (juillet 2025).
Un cristal phoxonique (ou phoXonique) est un cristal artificiel caractérisé par une variation périodique des propriétés optiques (constantes diélectriques) et élastiques (constantes élastiques, masse volumique) du milieu constituant le cristal, permettant ainsi d'avoir une bande interdite à la fois pour les ondes électromagnétiques (cristaux photoniques) et pour les ondes élastiques (cristaux phononiques).
La particularité de présenter à la fois des bandes interdites pour les photons (cristal photonique) et les phonons (cristal phononique) est due au fait que la période de modulation spatiale des constituants est dans l'échelle submicrométrique.
L'introduction d'un défaut (dont la fréquence propre se trouve dans la bande interdite phoxonique) dans le cristal phoxonique conduit à la localisation simultanée des phonons et des photons ainsi qu'à une interaction entre les deux types d'ondes.
Cette interaction est connue sous le nom d'« interaction acousto-optique », ou « couplage acousto-optique » qui s'est traduit par la modulation des propriétés optiques du cristal phoxonique sous l'effet d'une onde élastique.
L'objectif principale de l'étude des cristaux phoxoniques est l’amélioration des performances des dispositifs optiques par le contrôle de la propagation des ondes électromagnétiques en présence des ondes élastiques.

## Couplage acousto-optique dans les cristaux phoxoniques
Dans un milieu matériel, l'interaction acousto-optique présente la modulation d'une onde électromagnétique par une onde élastique.
Ce phénomène d'interaction de la lumière (ondes électromagnétique) avec une onde élastique (ou onde acoustique) a été prévu et démontré théoriquement pour la première fois par le physicien franco-américain Léon Brillouin en 1922 ; dix ans plus tard, cette théorie a été vérifiée expérimentalement par Debye et Francis Weston Sears aux États-Unis et René Lucas et  Pierre Biquard en France.
En effet la propagation des ondes élastiques dans un milieu homogène provoque des déformations périodiques, dont la période est celle de l'onde élastique, du point de vue optique et par effet photo-élastique, ces déformations  produisent une modulation périodique de l’indice de réfraction et par conséquent cette modulation périodique provoque la diffraction de l’onde électromagnétique.
Comme nous l’avons expliqué avant, un cristal phoxonique est un milieu hétérogène qui a la particularité de présenter une bande interdite simultanément pour les phonons et les photons où aucune onde(élastique ou électromagnétique) avec une fréquence appartenant à la bande interdite phoxonique ne peut se propager dans le cristal phoxonique. L’introduction d’un défaut(cavité optomécanique)(ou encore « cavité photonique+cavité phononique ») dans la structure phoxonique permet d’avoir un où plusieurs pics de transmission (modes propres de cavité) dans la bande interdite phoxonique (bande interdite phononique et bande interdite photonique), cela signifie que si l’onde (élastique ou électromagnétique)  arrive avec cette fréquence(mode propre du cavité), elle peut traverser  le cristal phoxonique sans atténuation. En général les modes qui correspondent à ces cavités sont des modes localisées où les champs élastique et électrique sont confinés dans la cavité optomécanique, cette propriété de confinement des phonons et des photons dans une petite région de l'espace renforce le couplage acousto-optique entre les deux types d'ondes.
Dans les cristaux phoxoniques le couplage acousto-optique est définie par la modulation de la fréquence du mode de cavité photonique par celui de la cavité  phononique(c'est-à-dire la fréquence propre de la cavité photonique change de valeur sous l'effet d'une onde élastique arrivant avec une fréquence égale à la fréquence propre de la cavité phononique). Ceci est basé sur deux mécanismes du couplage acousto-optique : le premier de ces mécanismes est l'effet classique qu'on trouve dans les milieux homogènes, dit effet « photo élastique » qui présente la modulation de l'indice de réfraction en fonction des déformations provoquées par l'onde élastique. Le second mécanisme appelé « effet du mouvement des interfaces » (ou encore « effet opto-mécanique ») concerne les milieux hétérogènes par exemple un cristal phoxonique avec une cavité optomécanique, l'onde élastique lors de sa vibration dans le cristal phoxonique provoque une déformation des interfaces de la cavité photonique par conséquent une modulation de sa fréquence.
Dans le cas où l'un des constituants du cristal phoxonique est un matériau piézoélectrique, outre les deux mécanismes déjà cité du couplage acousto-optique il y aura un troisième mécanisme : l'effet électro-optique, tel que la fréquence du mode de cavité photonique est modulée également par le champ électrique induit par interaction de l'onde élastique avec le matériau piézoélectrique.

## Sémantique: le mot phoxonique
La lettre X remplace n et t ; ce qui signifie que l'expression « cristal phoxonique » traduit l'expression : cristal phononique + cristal photonique 

## Utilisations, usages
Les propriétés des cristaux phoxoniques sont utilisées pour développer des dispositifs tel que des capteurs,, des modulateurs, des déflecteurs, des filtres et les fibres optiques (fibre à cristal photonique),.